# محوطه اوج بیز
محوطه اوج بیز مربوط به هزاره اول قبل از میلاد - دوره اشکانیان - سده‌های اولیه دوران‌های تاریخی پس از اسلام است و در شهرستان میانه، بخش کندوان، دهستان تیرچای، ۲ کیلومتری جنوب غربی روستای آونلیق واقع شده و این اثر در تاریخ ۲۷ اسفند ۱۳۸۶ با شمارهٔ ثبت ۲۲۵۸۸ به‌عنوان یکی از آثار ملی ایران به ثبت رسیده است.